# Mathematica Slovaca
Mathematica Slovaca ist eine in englischer Sprache von der slowakischen Akademie der Wissenschaften in Bratislava herausgegebene mathematische Fachzeitschrift. Sie erscheint seit 1951.
Sie veröffentlicht Forschungsarbeiten, Kurzmitteilungen und Überblicksartikel.